# Abacidus sculptus
Abacidus sculptus är en skalbaggsart som beskrevs av Leconte 1852. Abacidus sculptus ingår i släktet Abacidus och familjen jordlöpare. Inga underarter finns listade i Catalogue of Life.